# Ла-Кросс (округ)
Округ Ла-Кросс (англ. La Crosse County) располагается в штате Висконсин, США. Официально образован в 1851 году. По состоянию на 2010 год, численность населения составляла 114 638 человек.

## География
По данным Бюро переписи США, общая площадь округа равняется 1243,201 км2, из которых 1170,681 км2 суша и 72,520 км2 или 5,900 % это водоёмы.

## Население
По данным переписи населения 2000 года в округе проживает 107 120 жителей в составе 41 599 домашних хозяйств и 25 583 семей. Плотность населения составляет 91,00 человек на км2. На территории округа насчитывается 43 479 жилых строений, при плотности застройки около 37,00-х строений на км2. Расовый состав населения: белые — 94,20 %, афроамериканцы — 1,10 %, коренные американцы (индейцы) — 2,41 %, азиаты — 3,15 %, гавайцы — 0,02 %, представители других рас — 0,27 %, представители двух или более рас — 1,03 %. Испаноязычные составляли 0,92 % населения независимо от расы.
В составе 29,90 % из общего числа домашних хозяйств проживают дети в возрасте до 18 лет, 50,00 % домашних хозяйств представляют собой супружеские пары проживающие вместе, 8,40 % домашних хозяйств представляют собой одиноких женщин без супруга, 38,50 % домашних хозяйств не имеют отношения к семьям, 28,40 % домашних хозяйств состоят из одного человека, 9,80 % домашних хозяйств состоят из престарелых (65 лет и старше), проживающих в одиночестве. Средний размер домашнего хозяйства составляет 2,45 человека, и средний размер семьи 3,02 человека.
Возрастной состав округа: 23,60 % моложе 18 лет, 15,60 % от 18 до 24, 27,50 % от 25 до 44, 20,80 % от 45 до 64 и 20,80 % от 65 и старше. Средний возраст жителя округа 34 лет. На каждые 100 женщин приходится 94,10 мужчин. На каждые 100 женщин старше 18 лет приходится 90,70 мужчин.